# Петровское сельское поселение (Чухломский район)
Петро́вское се́льское поселе́ние — муниципальное образование в Чухломском муниципальном районе Костромской области. Административный центр — посёлок Якша.

## География
Петровское сельское поселение располагается  в 220 км от областного центра города Кострома и в 23 км от районного центра города Чухлома.
Граница Петровского сельского поселения проходит  на севере по границе с Повалихинским и Судайским сельскими поселениями, на востоке совпадает с границей Чухломского муниципального района, граничащего с Парфеньевским муниципальным районом, на юге проходит по границе с Антроповским муниципальным районом, на западе — по границе с Чухломским поселением. Площадь поселения на 01.01.2012 — 31800 га.

## История
Петровское сельское поселение образовано 30 декабря 2004 года в соответствии с Законом Костромской области № 237-ЗКО, установлены статус и границы муниципального образования.

## Население
| 2008 | 2010 | 2012 | 2013 | 2014 | 2015 | 2016 |
| ---- | ---- | ---- | ---- | ---- | ---- | ---- |
| 1092 | ↘926 | ↘895 | ↘876 | ↘827 | ↘805 | ↘783 |
| 2017 | 2018 | 2019 | 2020 | 2021 |      |      |
| ↘755 | ↘738 | ↘718 | ↘712 | ↘617 |      |      |

Численность населения составляет 1062 человека, в том числе в трудоспособном возрасте — 623 человека, из них работающих — 385, детей — 157 человека.

## Состав сельского поселения
| №  | Населённый пункт | Тип населённого пункта          | Население |
| -- | ---------------- | ------------------------------- | --------- |
| 1  | Бариново         | деревня                         | ↘8        |
| 2  | Введенское       | село                            | ↗292      |
| 3  | Волково          | деревня                         | ↗1        |
| 4  | Воронцово        | деревня                         | →0        |
| 5  | Гольцово         | деревня                         | ↗1        |
| 6  | Горлово          | деревня                         | ↗1        |
| 7  | Гулино           | деревня                         | →0        |
| 8  | Гущино           | деревня                         | →0        |
| 9  | Еляково          | деревня                         | ↗1        |
| 10 | Есипово          | деревня                         | ↗6        |
| 11 | Зикеево          | деревня                         | →0        |
| 12 | Коконыгино       | деревня                         | →0        |
| 13 | Конеево          | деревня                         | →0        |
| 14 | Коровье          | село                            | ↘94       |
| 15 | Костино          | деревня                         | →0        |
| 16 | Лукино           | деревня                         | ↗5        |
| 17 | Лукушино         | деревня                         | ↘5        |
| 18 | Маланино         | деревня                         | ↗1        |
| 19 | Марфино          | деревня                         | →0        |
| 20 | Назарово         | деревня                         | →0        |
| 21 | Никоново         | деревня                         | →0        |
| 22 | Осташово         | деревня                         | →0        |
| 23 | Петровское       | деревня                         | ↗106      |
| 24 | Привалкино       | деревня                         | →0        |
| 25 | Репехтино        | деревня                         | →0        |
| 26 | Романовское      | деревня                         | →0        |
| 27 | Рыково           | деревня                         | ↗4        |
| 28 | Савино           | деревня                         | →0        |
| 29 | Скрипино         | деревня                         | ↘3        |
| 30 | Соколово         | деревня                         | →0        |
| 31 | Сухарево         | деревня                         | ↘1        |
| 32 | Фалилеево        | деревня                         | ↘2        |
| 33 | Филино           | деревня                         | →0        |
| 34 | Чашково          | деревня                         | →0        |
| 35 | Шелепнево        | деревня                         | →0        |
| 36 | Якша             | посёлок, административный центр | ↗472      |

### Упразднённые населённые пункты
- 2024 год — деревня  Капустино [17].

## Интересные факты
В деревне Пахтино (нежил.) родился Зиновьев, Александр Александрович (1922—2006) — советский и российский писатель, социальный философ